# Формула Е 2015/16
Сезон 2015/16 е вторият във Формула Е. Той започва на 24 октомври 2015 г. в Пекин, Китай и завършва на 3 юни 2016 г. в Лондон, Великобритания. Календарът се състои от 11 състезания, в които десет отбора и 20 пилота си оспорват победата. От този сезон пада забраната за развитие на компоненти на болидите от страна на отборите, като осем производители са одобрени да конструират нови задвижващи системи. Нелсиньо Пикет не успява да защити шампионската си титла, завършвайки едва на 15-о място. На негово място с две точки преди втория Лукас ди Граси триумфира Себастиен Буеми. При отборите Рено е.Дамс печели втора поредна титла.

## Промени в правилата

### Технически регламент
От този сезон отборите могат да конструират и развиват нови задвижващи системи, в частност електромотори, инвертори, скоростни кутии и охлаждащи системи. За целта са одобрени осем производители, които са или част от отборите или работят в сътрудничество с тях. Те са задължени да продадат своята задвижваща система на заинтересован друг отбор, като има и определен таван на цената. С цел намаляване на разходите останалите компонени и шасито на болидите остават непроменени и идентични за всички отбори на базата на Спарк-Рено SRT 01E. Тъй като при този болид задното окачване е свързано със скоростната кутия, отборите могат да правят и модификации по него.
Друга промяна в правилата е увеличаването на мощността на болидите в състезателен режим от 150 (202,5 к.с.) на 170 кВ (228 к.с.).

### Спортен регламент
Въвежда се и т.нар. еЛиценз по подобие на суперлиценза във Формула 1 с цел да се ограничи текучеството на пилоти в рамките на сезона (през сезон 2014/2015 на старт застават общо 35 пилоти). За да получи еЛиценз, един пилот трябва да премине специално обучение за безопасност при боравене с електрически болид и за техническите и спортните аспекти на Формула Е, както и да изпълнява едно от следните условия: в последните три години да е събрал минимум 20 точки по точковата система, използвана за издаване на суперлиценз за Формула 1, да е притежавал суперлиценз или да има поне три старта във Формула Е в рамките на изминалия сезон; по изключение по усмотрение на ФИА еЛиценз може да получи и пилот, който не покрива тези условия, но продължително време е показвал качества при състезания с едноместни открити болиди. Шампионът във Формула Е автоматично получава суперлиценз за Формула 1.
През този сезон смяната на пилоти в един отбор е ограничена, след като през миналия има редица смени, а Андрети Аутоспорт използва осем пилоти. Според новия регламент един отбор има право на по две пилотски смени на болид, а в последните три кръга не се допускат смени, освен при форсмажорни обстоятелства.
Системата FanBoost също претърпява промяна. За пилот може да се гласува не само преди началото на състезанието, но до шест минути след него, като спечелилите пилоти могат да използват допълнителна можщност само с втория си болид. Вече може да се гласува и в Инстаграм, а китайска платформа за микроблогове Сина Уейбо отпада като възможност. Победителите вече не разполагат с еднократна повишена мостност в рамките на пет секунди, а със запас от допълнителни 100 килоджаула, който може да бъде използван наведвъж или на части.
Квалификацията за място пак се състои от четири групи по пет пилота, но те са на трасето за по шест вместо десет минути. След това петте пилота с най-бързо време участват в т.нар. Супер Пол елиминации, за да определят окончателните първи пет места в стартовата решетка.
По подобие на виртуалната кола за сигурност във Формула 1 е въведен т.нар. Full Course Yellow – жълт флаг по цялата писта, при който е забранено изпреварването и има ограничение на скоростта от 50 км/ч.
Променени са и наказанията, като стюардите вече имат избор от четири вида наказания според тежестта на нарушението на правилата – наказания с пет или десет секунди, които се изтърпяват при смяната на болида (или се добавят към времето на пилота, ако той вече е минал през бокса), минаване през бокса и стоп-енд-гоу.

## Календар
Сезон 2015/16 се състои от единадесет старта между октомври 2015 и юни 1016 г. Календарът е одобрен от ФИА на 10 юли 2015 г. От него отпадат Монако, тъй като стартът от Формула Е е предвиден да се редува с Историческото Гран При на Монако, провеждащо се в четни години, и Маями. Мястото на Монако заема Париж, докато все още няма яснота около петия кръг, но целта на организаторите е той да се проведе в Северна или Южна Америка. По думите на шефа на Формула Е Алехандро Агаг, над 180 града изявяват желание да бъдат домакини на кръг от надпреварата, като някои от тях са готови да платят сериозни суми за това. Първоначално стартът в Пекин трябва да се състои на 17 октомври, но е преместен с една седмица назад заради провеждането на голям форум в Олимпийския парк, където трябва да се състои и надпреварата. На 19 ноември 2015 г. е обявено, че петият кръг ще се състои в Мексико Сити на овалната конфигурация (с малки модификации) на пистата Аутодромо Ерманос Родригес, което превръща този кръг в първия, провеждан на перманентна състезателна писта. В края на ноември става ясно, че надпреварата в Берлин няма да се състои на Летище Темпелхоф заради настаняването на бежанци на територията на бившето летище, а по протежение на Карл-Маркс-Алее. В началото на май е обявено отпадането от календара на старта в Москва, заради забавяне на решението за затваряне на улиците около Кремъл, въпреки писменото съгласие на президента Владимир Путин. Организаторите на шампионата правят опити да намерят домакин за старта на тази дата – включително Монако и Донингтън парк, но те са неуспешни заради липсата на достатъчно време до 4 юни.
| Кръг      | еПри                | Държава        | Писта                         | Дължина | Дата             | Трасе |
| --------- | ------------------- | -------------- | ----------------------------- | ------- | ---------------- | ----- |
| 1         | Пекин еПри          | Китай          | Пекин Олимпик Грийн Сиркуит   | 3,44 км | 24 октомври 2015 |       |
| 2         | Путраджая еПри      | Малайзия       | Путраджая Стрийт Сиркуит      | 2,5 км  | 7 ноември 2015   |       |
| 3         | Пунта дел Есте еПри | Уругвай        | Пунта дел Есте Стрийт Сиркуит | 2,8 км  | 19 декември 2015 |       |
| 4         | Буенос Айрес еПри   | Аржентина      | Пуерто Мадеро Стрийт Сиркуит  | 2,4 км  | 6 февруари 2016  |       |
| 5         | Мексико Сити еПри   | Мексико        | Аутодромо Ерманос Родригес    | 2,14 км | 12 март 2016     |       |
| 6         | Лонг Бийч еПри      | САЩ            | Лонг Бийч Стрийт Сиркуит      | 2,1 км  | 2 април 2016     |       |
| 7         | Париж еПри          | Париж          | Париж Стрийт Сиркуит          | 1,93 км | 23 април 2016    |       |
| 8         | Берлин еПри         | Германия       | Берлин Стрийт Сиркуит         | 2,03 км | 21 май 2016      |       |
| 9         | Москва еПри         | Русия          | Москва Стрийт Сиркуит         | 2,39 км | 4 юни 2016       |       |
| 10        | Лондон еПри         | Великобритания | Батърсий Парк Стрийт Сиркуит  | 2,9 км  | 2 юли 2016       |       |
| 11        | Лондон еПри         | Великобритания | Батърсий Парк Стрийт Сиркуит  | 2,9 км  | 3 юли 2016       |       |
| Източник: |                     |                |                               |         |                  |       |

## Отбори и пилоти
Десетте отбора от предишния сезон участват и в този. Имената на повечето от тях обаче са променени заради нови спонсорски договори или съвместна работа с външни производители на задвижващите системи. Първоначално единствено Тим Агури обявява желанието си да използва задвижващите компоненти от предишния сезон. Преди сезона Андрети Аутоспорт подписва спонсорски договор със застрахователното дружество Амлин и променя името си на Амлин Андрети. След падането на забраната за разработване на собствена задвижваща система от отбора решават сами да се заемат със задачата, но след проблеми и слаби резултати при тестовете на разработените от тях компоненти в крайна сметка се връщат към непроменения болид от предишния сезон, като междувременно работят по нова задвижваща система за следващия сезон. Драгън Рейсинг купува тези части от Венчъри Гран При. Останалите отбори произвеждат сами или с партньори своите задвижващи системи – Ауди Спорт АБТ с Шефлер, е.дамс-Рено с Рено, Трули ГП с Мотоматика, Върджин Рейсинг със Ситроен, а Махиндра Рейсинг, НЕКСТЕВ ТСР и Венчъри – сами. На 15 декември Трули ГП официално обявява, че напуска шампионата.
При пилотите също има промени. Карун Чандок (Махиндра Рейсинг) напуска Формула Е, за да се съсредоточи върху кариерата си като състезател със закрити автомобили, като на негово място идва Ник Хайдфелд от Венчъри Гран При. За заместник на Хайдфелд Венчъри взима бившия шампион във Формула 1 и Индикар Жак Вилньов. Хайме Алгерсуари (Върджин Рейсинг), който след надпреварата в Москва припада заради дехидратация, също напуска Формула Е, защото още няма резултати от проведените му след това изследвания, а на негово място идва Жан-Ерик Верн, който през по-голямата част от изминалия сезон кара за Андрети Аутоспорт. Ярно Трули (Трули ГП) също се отказва от мястото си в болида на собствения си отбор, за да се концентрира в управлението на тима; за свой заместник избира Салвадор Дуран. Симона де Силвестро, която кара за Андрети Аутоспорт в последните два кръга от миналия сезон, става титулярен пилот на отбора. Другият пилот на отбора е Робин Фрайнс. Към Нелсиньо Пикет в НЕКСТЕВ ТСР се присъединява Оливър Търви. В Тим Агури за втори пилот е взет Натанаел Бертон.
В разгара на сезона настъпват промени при пилотите, някои от които заради здравословни проблеми и застъпвания в календара на пилотите, а други – перманентни, заради напускане или освобождаване от отбора. Два дни преди старта в Путраджая става ясно, че Салвадор Дуран напуска Трули ГП, а собственика на тима Ярно Трули не успява да намери негов заместник и решава самият той да седне в болида. След операция на лявата си китка заради контузия, която получава в Путраджая, Ник Хайдфелд пропуска старта в Пунта дел Есте, където е заменен от Оливър Роулънд, настоящ шампион във Формула Рено 3.5. След само три старта Жав Вилньов напуска шампионата заради неразбирателство с шефовете на Венчъри относно бъдещото развитие на отбора, а неговото място заема Майк Конуей. Също след третия кръг Натанаел Бертон напуска Тим Агури, за да се концентрира върху кариерата си в състезанията за издръжливост, а на негово място в отбора се връща Салвадор Дуран, който се състезава за тима в девет кръга през миналия шампионат, а от състезанието в Париж до края на шампионата Дуран отстъпва мястото си на Ми Кинг Хуа, бивш заводски пилот на Ситроен в Световния шампионат за туристически автомобили.
| Отбор                 | Конструктор          | Двигател                 | №  | Пилоти                 | Кръгове       | Собственик                              | Спонсор                                                                             |
| --------------------- | -------------------- | ------------------------ | -- | ---------------------- | ------------- | --------------------------------------- | ----------------------------------------------------------------------------------- |
| АБТ Шефлер Ауди Спорт | Спарк-АБТ Спортслайн | АБТ Шефлер FE01          | 11 | Лукас ди Граси         | 1 – 10        | Ханс-Юрген Абт                          | Шефлер Груп, Телефункен, DHL, Вюрт Електроник, Дойче Пост, Варщайнер, ФФЛ Волфсбург |
| АБТ Шефлер Ауди Спорт | Спарк-АБТ Спортслайн | АБТ Шефлер FE01          | 66 | Даниел Абт             | 1 – 10        | Ханс-Юрген Абт                          | Шефлер Груп, Телефункен, DHL, Вюрт Електроник, Дойче Пост, Варщайнер, ФФЛ Волфсбург |
| Амлин Андрети         | Спарк-Макларън       | SRT01-e                  | 27 | Робин Фрайнс           | 1 – 10        | Майкъл Андрети                          | Амлин, ТЕ Конективити                                                               |
| Амлин Андрети         | Спарк-Макларън       | SRT01-e                  | 28 | Симона де Силвестро    | 1 – 10        | Майкъл Андрети                          | Амлин, ТЕ Конективити                                                               |
| Венчъри Формула Е     | Спарк-Венчъри        | Венчъри VM200-FE-01      | 4  | Стефан Саразен         | 1 – 10        | Леонардо ди Каприо Гилдо Паланка Пастор | Фондация Албер II                                                                   |
| Венчъри Формула Е     | Спарк-Венчъри        | Венчъри VM200-FE-01      | 12 | Жак Вилньов            | 1 – 3         | Леонардо ди Каприо Гилдо Паланка Пастор | Фондация Албер II                                                                   |
| Венчъри Формула Е     | Спарк-Венчъри        | Венчъри VM200-FE-01      | 12 | Майк Конуей            | 4 – 10        | Леонардо ди Каприо Гилдо Паланка Пастор | Фондация Албер II                                                                   |
| Драгън Рейсинг        | Спарк-Венчъри        | Венчъри VM200-FE-01      | 6  | Лоик Дювал             | 1 – 10        | Джей Пенске                             | МакАфи, Варайъти, WWD, МиксБит, ИнстаФорекс, india.com, FN, deadline.com            |
| Драгън Рейсинг        | Спарк-Венчъри        | Венчъри VM200-FE-01      | 7  | Жером Д'Амброзио       | 1 – 10        | Джей Пенске                             | МакАфи, Варайъти, WWD, МиксБит, ИнстаФорекс, india.com, FN, deadline.com            |
| DS Върджин Рейсинг    | Спарк-Ситроен        | Върджин DSV-01           | 2  | Сам Бърд               | 1 – 10        | Върджин Груп Ричард Брансън             | DS, Върджин Медия                                                                   |
| DS Върджин Рейсинг    | Спарк-Ситроен        | Върджин DSV-01           | 25 | Жан-Ерик Верн          | 1 – 10        | Върджин Груп Ричард Брансън             | DS, Върджин Медия                                                                   |
| Махиндра Рейсинг      | Спарк-Махиндра       | Махиндра М2ЕЛЕКТРО       | 21 | Бруно Сена             | 1 – 10        | Ананд Махиндра                          | IHG, Авис                                                                           |
| Махиндра Рейсинг      | Спарк-Махиндра       | Махиндра М2ЕЛЕКТРО       | 23 | Ник Хайдфелд           | 1 – 2, 4 – 10 | Ананд Махиндра                          | IHG, Авис                                                                           |
| Махиндра Рейсинг      | Спарк-Махиндра       | Махиндра М2ЕЛЕКТРО       | 23 | Оливър Роулънд         | 3             | Ананд Махиндра                          | IHG, Авис                                                                           |
| НЕКСТЕВ ТСР           | Спарк-НЕКСТЕВ        | НЕКСТЕВ ТСР ФормулаЕ 001 | 1  | Нелсиньо Пикет         | 1 – 10        | Стивън Лу                               | ТАГ Хойер, Омни Гиър                                                                |
| НЕКСТЕВ ТСР           | Спарк-НЕКСТЕВ        | НЕКСТЕВ ТСР ФормулаЕ 001 | 88 | Оливър Търви           | 1 – 10        | Стивън Лу                               | ТАГ Хойер, Омни Гиър                                                                |
| Рено е.дамс           | Спарк-Рено           | Рено Z.E.15              | 8  | Никола Прост           | 1 – 10        | Жан-Пол Дрио Ален Прост                 | Рено, Ришар Мил                                                                     |
| Рено е.дамс           | Спарк-Рено           | Рено Z.E.15              | 9  | Себастиен Буеми        | 1 – 10        | Жан-Пол Дрио Ален Прост                 | Рено, Ришар Мил                                                                     |
| Тим Агури             | Спарк-Макларън       | SRT01-e                  | 55 | Антонио Феликс да Коща | 1 – 7, 9 – 10 | Агури Сузуки                            |                                                                                     |
| Тим Агури             | Спарк-Макларън       | SRT01-e                  | 55 | Рене Раст              | 8             | Агури Сузуки                            |                                                                                     |
| Тим Агури             | Спарк-Макларън       | SRT01-e                  | 77 | Натанаел Бертон        | 1 – 3         | Агури Сузуки                            |                                                                                     |
| Тим Агури             | Спарк-Макларън       | SRT01-e                  | 77 | Салвадор Дуран         | 4 – 6         | Агури Сузуки                            |                                                                                     |
| Тим Агури             | Спарк-Макларън       | SRT01-e                  | 77 | Ма Кинг Хуа            | 7 – 10        | Агури Сузуки                            |                                                                                     |
| Трули ГП              | Спарк-Мотоматика     | Мотоматика JT-01         | 10 | Салвадор Дуран         | 1             | Ярно Трули                              | Джихуа Груп                                                                         |
| Трули ГП              | Спарк-Мотоматика     | Мотоматика JT-01         | 10 | Ярно Трули             | 2             | Ярно Трули                              | Джихуа Груп                                                                         |
| Трули ГП              | Спарк-Мотоматика     | Мотоматика JT-01         | 18 | Витантонио Лиуци       | 1 – 2         | Ярно Трули                              | Джихуа Груп                                                                         |

## Резултати
33
| Кръг | еПри           | Победител         | Отбор                 | Пол позиция      | Най-бърза обиколка | Доклад |
| ---- | -------------- | ----------------- | --------------------- | ---------------- | ------------------ | ------ |
| 1    | Пекин          | Себастиен Буеми   | Рено е.дамс           | Себастиен Буеми  | Себастиен Буеми    | Доклад |
| 2    | Путраджая      | Лукас ди Граси    | АБТ Шефлер Ауди Спорт | Себастиен Буеми  | Себастиен Буеми    | Доклад |
| 3    | Пунта дел Есте | Себастиен Буеми   | Рено е.дамс           | Жером Д'Амброзио | Себастиен Буеми    | Доклад |
| 4    | Буенос Айрес   | Сам Бърд          | DS Върджин Рейсинг    | Сам Бърд         | Жером Д'Амброзио   | Доклад |
| 5    | Мексико Сити   | Жером Д'Амброзио1 | Драгън Рейсинг        | Жером Д'Амброзио | Никола Прост2      | Доклад |
| 6    | Лонг Бийч      | Лукас ди Граси    | АБТ Шефлер Ауди Спорт | Сам Бърд3        | Себастиен Буеми    | Доклад |
| 7    | Париж          | Лукас ди Граси    | АБТ Шефлер Ауди Спорт | Сам Бърд         | Ник Хайдфелд       | Доклад |
| 8    | Берлин         | Себастиен Буеми   | Рено е.дамс           | Жан-Ерик Верн    | Бруно Сена         | Доклад |
| 9    | Лондон         | Никола Прост      | Рено е.дамс           | Никола Прост     | Нелсиньо Пикет     | Доклад |
| 10   | Лондон         | Никола Прост      | Рено е.дамс           | Себастиен Буеми  | Себастиен Буеми    | Доклад |

Бележки:
- 1 – Лукас ди Граси финишира първи, но впоследствие е дисквалифициран, защото първият му болид е бил с 1,8 кг по-лек от минимално допустимото.[42]
- 2 – Жером Д'Амброзио записва най-бърза обиколка, но тя е отменена, защото излиза от очертанията на пистата и така печели предимство.[43]
- 3 – Антонио Феликс да Коща дава най-бързо време в квалификациите, но е дисквалифициран и наказан да стартира от последна позиция заради по-ниско от позволеното налягане на гумите.

### FanBoost
| Кръг | еПри           | Първи          | Втори          | Трети        |
| ---- | -------------- | -------------- | -------------- | ------------ |
| 1    | Пекин          | Нелсиньо Пикет | Сам Бърд       | Оливър Търви |
| 2    | Путраджая      | Нелсиньо Пикет | Ник Хайдфелд   | Оливър Търви |
| 3    | Пунта дел Есте | Жан-Ерик Верн  | Стефан Саразен | Сам Бърд     |
| 4    | Буенос Айрес   |                |                |              |
| 5    | Мексико Сити   |                |                |              |
| 6    | Лонг Бийч      |                |                |              |
| 7    | Париж          |                |                |              |
| 8    | Берлин         |                |                |              |
| 9    | Москва         |                |                |              |
| 10   | Лондон         |                |                |              |
| 11   | Лондон         |                |                |              |

## Класиране

### Класиране при пилотите
| №  | Пилот                  | ПЕК  | ПУТ  | ПУН  | БУЕ | МЕК  | ЛБИ | ПАР  | БЕР | ЛОН | ЛОН  | Точки |
| -- | ---------------------- | ---- | ---- | ---- | --- | ---- | --- | ---- | --- | --- | ---- | ----- |
| 1  | Себастиен Буеми        | 1    | 12   | 1    | 2   | 2    | 16  | 3*   | 1*  | 5*  | Ret* | 155   |
| 2  | Лукас ди Граси         | 2    | 1    | 2    | 3*  | DSQ* | 1*  | 1    | 3   | 4*  | Ret* | 153   |
| 3  | Никола Прост           | Ret  | 10   | 5    | 5   | 3    | 11  | 4    | 4   | 1   | 1    | 115   |
| 4  | Сам Бърд               | 7*   | 2    | Ret* | 1*  | 6    | 6   | 6    | 11  | 7   | Ret  | 88    |
| 5  | Жером Д'Амброзио       | 5    | 14†  | 3    | 16  | 1    | 7*  | 11   | 16  | 8   | 3    | 83    |
| 6  | Стефан Саразен         | 9    | 4    | 9*   | 4   | 9    | 2   | 5    | 10* | 10  | 5*   | 70    |
| 7  | Даниел Абт             | 11   | 7    | 8    | 13  | 7    | 3   | 10   | 2   | Ret | 2    | 68    |
| 8  | Лоик Дювал             | 4    | 16†  | 4    | 6   | 4    | 8   | Ret* | Ret | Ret | 4    | 60    |
| 9  | Жан-Ерик Верн          | 12   | Ret  | 7*   | 11* | 16*  | 13  | 2*   | 5   | 3   | 8    | 56    |
| 10 | Ник Хайдфелд           | 3    | 9*   |      | 7   | 8    | 4*  | 12   | 7*  | 13* | 7    | 53    |
| 11 | Бруно Сена             | 13   | 5    | Ret  | 10  | 10   | 5   | 9    | 15  | 2   | 6    | 52    |
| 12 | Робин Фрайнс           | 10   | 3    | 10   | 8   | 5    | 15  | 7    | 6   | Ret | Ret  | 45    |
| 13 | Антонио Феликс да Коща | Ret  | 6    | 6    | Ret | Ret  | Ret | 8    |     | 6   | 11   | 28    |
| 14 | Оливър Търви           | 6*   | Ret* | 12   | 9   | 11   | 12  | 13   | 12  | 15† | 10   | 11    |
| 15 | Нелсиньо Пикет         | 15†* | 8*   | 15†  | 12  | 13   | Ret | Ret  | 13  | 12  | 9    | 8     |
| 16 | Майк Конуей            |      |      |      | 15  | 12   | 10  | 14   | 8   | 9   | 13   | 7     |
| 17 | Натанаел Бертон        | 8    | 15   | 14   |     |      |     |      |     |     |      | 4     |
| 18 | Симона де Силвестро    | Ret  | 13   | 11   | 14  | 14   | 9   | 15   | 9   | 14  | Ret  | 4     |
| 19 | Ма Кинг Хуа            |      |      |      |     |      |     | Ret  | 14  | 11  | 12   | 0     |
| 20 | Жак Вилньов            | 14   | 11   | DNS  |     |      |     |      |     |     |      | 0     |
| 21 | Оливър Роуланд         |      |      | 13   |     |      |     |      |     |     |      | 0     |
| 22 | Салвадор Дуран         |      |      |      | Ret | 15*  | 14  |      |     |     |      | 0     |
| 23 | Рене Раст              |      |      |      |     |      |     |      | NC  |     |      | 0     |
| -  | Витантонио Лиуци       |      |      |      |     |      |     |      |     |     |      | 0     |
| -  | Ярно Трули             |      |      |      |     |      |     |      |     |     |      | 0     |

| Цвят      | Резултат                                                                      |
| --------- | ----------------------------------------------------------------------------- |
| Злато     | Победител                                                                     |
| Сребро    | 2-ро място                                                                    |
| Бронз     | 3-то място                                                                    |
| Зелено    | Взима точки                                                                   |
| Синьо     | Не взима точки/NC                                                             |
| Лилаво    | Не завършва (Ret)                                                             |
| Червено   | Не се класира (DNQ)                                                           |
| Черно     | Дисквалифициран (DSQ)                                                         |
| Бяло      | Не стартира (DNS)                                                             |
| Празно    | Не участва                                                                    |
| Празно    | Контузен (INJ)                                                                |
| Празно    | Изключен (EX)                                                                 |
| Удебелено | Пол позиция                                                                   |
| Наклонено | Най-бърза обиколка                                                            |
| *         | FanBoost                                                                      |
| †         | Не е завършил състезанието, но е класиран, защото е покрил 90% от дистанцията |

### Класиране при отборите
| № | Отбор                 | ПЕК | ПУТ | ПУН | БУЕ | МЕК | ЛБИ | ПАР | БЕР | ЛОН | ЛОН | Точки |
| - | --------------------- | --- | --- | --- | --- | --- | --- | --- | --- | --- | --- | ----- |
| 1 | Рено е.дамс           | 30  | 6   | 37  | 28  | 35  | 2   | 27  | 37  | 38  | 30  | 270   |
| 2 | АБТ Шефлер Ауди Спорт | 18  | 31  | 22  | 15  | 6   | 40  | 26  | 33  | 12  | 18  | 221   |
| 3 | DS Върджин Рейсинг    | 6   | 18  | 6   | 28  | 8   | 11  | 29  | 13  | 21  | 4   | 144   |
| 4 | Драгън Рейсинг        | 22  | 0   | 30  | 10  | 40  | 10  | 0   | 0   | 4   | 27  | 143   |
| 5 | Махиндра Рейсинг      | 15  | 12  | 0   | 7   | 5   | 22  | 4   | 8   | 18  | 14  | 105   |
| 6 | Венчъри Формула Е     | 2   | 12  | 2   | 12  | 2   | 19  | 10  | 5   | 3   | 10  | 77    |
| 7 | Амлин Андрети         | 1   | 15  | 1   | 4   | 10  | 2   | 6   | 10  | 0   | 0   | 49    |
| 8 | Тим Агури             | 4   | 8   | 8   | 0   | 0   | 0   | 4   | 0   | 8   | 0   | 32    |
| 9 | НЕКСТЕВ ТСР           | 8   | 4   | 0   | 2   | 0   | 0   | 0   | 0   | 0   | 3   | 19    |
| - | Трули ГП              |     |     |     |     |     |     |     |     |     |     | 0     |